# Moody's
Moody's Corporation er et amerikansk kreditratingbureau som blev etableret i 1909 af John Moody. Det er holdingselskabet for Moody's Investors Service, som beskæftiger sig med finansiel analyse af kommercielle og statslige organisationer. Selskabet vurderer også kreditværdigheden af låntagere til obligationer ved hjælp af en standardiseret vurderingsskala. Moody's har en markedsandel på omkring 40 procent af verdens kreditratingmarked. Selskabet er blandt de tre største i sin branche, sammen med Standard & Poor's og Fitch Ratings.